# Rahouia
Rahouia (în arabă رحوية) este o comună din provincia Tiaret, Algeria.
Populația comunei este de 24.983 de locuitori (2008).